# 維利納烏克蘭 (卡霍夫卡區)
46°41′37″N 33°38′14″E / 46.69361°N 33.63722°E
維利納烏克蘭（直译：自由乌克兰）是位於烏克蘭南部的村莊，由赫爾松州卡霍夫卡區的卡霍夫卡市鎮負責管轄。該村面積0.25平方公里，海拔高度47米，2001年人口322，人口密度每平方公里1,293.2人。